# Spodochlamys flavofemorata
Spodochlamys flavofemorata är en skalbaggsart som beskrevs av Ohaus 1905. Spodochlamys flavofemorata ingår i släktet Spodochlamys och familjen Rutelidae. Inga underarter finns listade i Catalogue of Life.